# Jachnun
 (octobre 2019).
Si vous disposez d'ouvrages ou d'articles de référence ou si vous connaissez des sites web de qualité traitant du thème abordé ici, merci de compléter l'article en donnant les références utiles à sa vérifiabilité et en les liant à la section « Notes et références ».

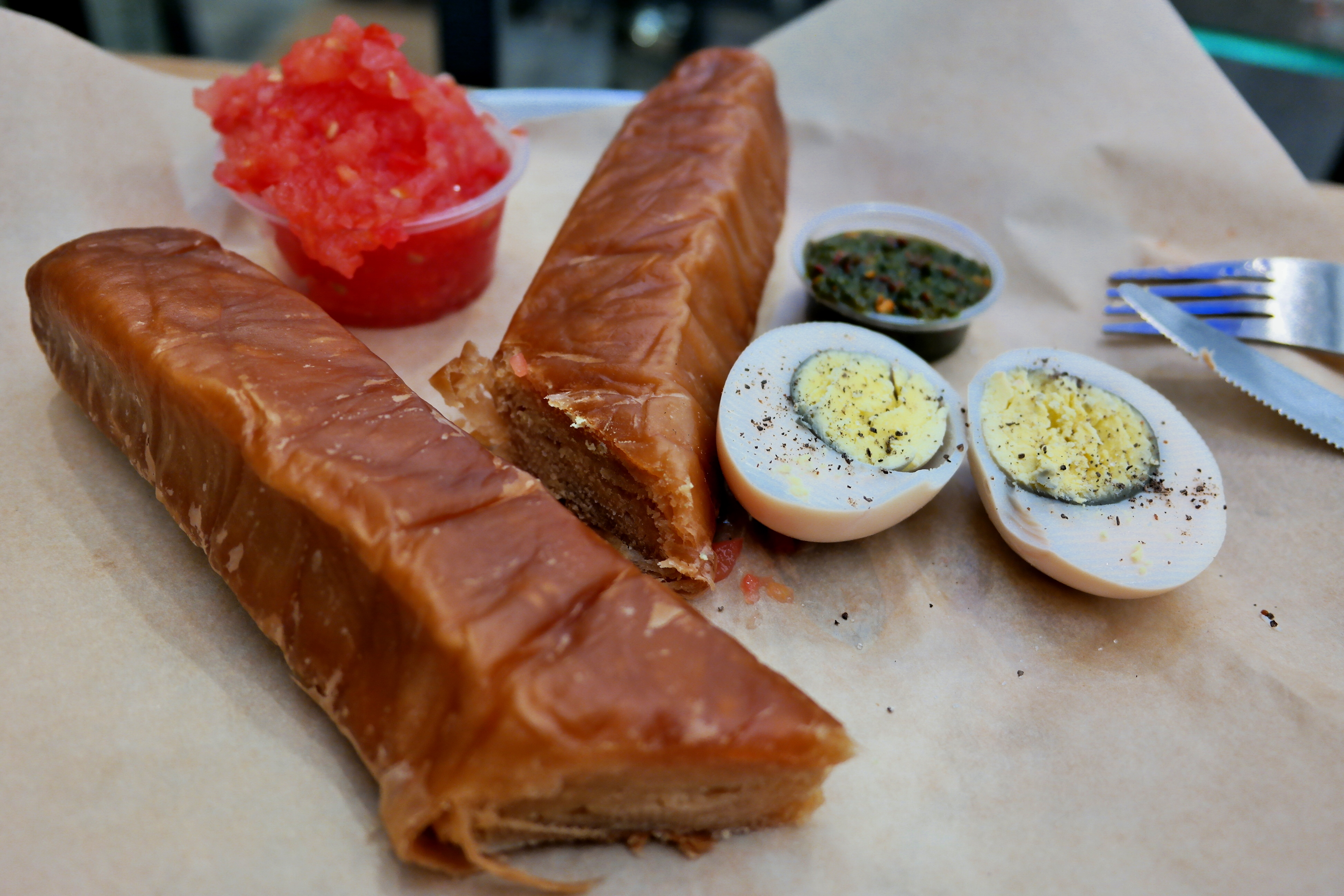
Deux morceaux de jachnun avec des tomates concassées, un œuf dur et du zkhoug vert.

Le jachnun, ou jahnun, est une pâtisserie juive yéménite provenant des Juifs d'Aden et servie traditionnellement le matin du Shabbat. Les immigrants juifs yéménites ont popularisé le plat en Israël.

## L'origine dujachnun
Le jachnun est originaire de la ville yéménite d'Aden. À Aden, ils[Qui ?] préparaient davantage de sucre en utilisant un samna (beurre raffiné) et mangeaient en ajoutant du halva ou du sucre et non des tomates concassées. Initialement, le jhanun était presque toujours fabriqué à partir de farine complète et non de farine blanche, car cette dernière n'était pas aussi répandue qu'aujourd'hui.